# Kemantren (Tulangan)
Kemantren is een bestuurslaag in het regentschap Sidoarjo van de provincie Oost-Java, Indonesië. Kemantren telt 5532 inwoners (volkstelling 2010).